# Sarah Rhodin
Sarah Rhodin (* 2007) ist eine schwedische Kinderdarstellerin.

## Leben und Karriere
Rhodin wuchs in Stockholm auf. Ihren großen Durchbruch hatte sie 2020, als sie die zwölfjährige Mira, in Mirakel spielte. Von 2022 bis 2023 war sie in der Fernsehserie Alla vi Karlssons zu sehen. Außerdem bekam sie 2023 in der Serie Veronika eine Hauptrolle. 2024 trat Rhodin in Challenge Charlie auf.

## Filmografie
- 2020: Mirakel (Fernsehserie)
- 2022–2023: Alla vi Karlssons (Fernsehserie)
- 2023: Veronika (Fernsehserie)
- 2024: Challenge Charlie (Fernsehserie)